# 女たちは二度遊ぶ
『女たちは二度遊ぶ』（おんなたちはにどあそぶ）は、日本の小説家・吉田修一の小説。および、この作品を原作としたドラマ。
2006年に『野性時代』（角川書店）で「日本の十一人の美しい女たち」として発表。2010年にBeeTVでドラマ化された。

## 収録作品
- ゴシップ雑誌を読む女（2004年3月号）
- どしゃぶりの女（2004年9月号）
- CMの女（2004年10月号）
- 最初の妻（2004年12月号）
- 公衆電話の女（2005年1月号）
- 泣かない女（2005年2月号）
- 平日公休の女（2005年3月号）
- 殺したい女（2005年4月号）
- 夢の女（2005年5月号）
- 自己破産の女（2005年6月号）
- 十一人目の女（2005年7月号）

## 書籍情報
- 単行本：角川書店、2006年3月26日発売、ISBN 978-4048736824
- 文庫版：角川文庫、2009年2月25日、ISBN 978-4043912018

## ドラマ
行定勲監督によって映像化され、男性にとっての”忘れられない女”がテーマのオムニバスドラマとして、2010年3月1日からBeeTVで配信された。各エピソードは原作通りだが、「つまらない女」のみオリジナル作品である。
BeeTV史上最長となる60日間連続ダウンロード数1位&累計900万ダウンロードを記録し、BeeTV史上最高傑作とも言われた。そして2010年6月30日、台湾での第12回台北映画祭のパノラマ部門“The Voice of Asia”セクションで特別上映され、ケータイドラマ史上初の国際映画祭出品を果たす。監督が現地に赴いて舞台挨拶に登壇したところ、スタンディングオベーションは約1分間にもおよび、定員380人の会場は立ち見が出る盛況ぶり。5作の中では長谷川京子主演の「つまらない女」が人気だったという。その他、ケータイドラマとしては異例の劇場公開も決定し、7月3日より新宿バルト9で1週間限定レイトショー公開され、劇場公開終了日となる7月9日にはDVDもリリースされた。

### キャスト
どしゃぶりの女
- 相武紗季
- 柏原崇
- 黒田耕平、Erina、泉昌子、渡辺志穂、青山玲子、柳田竜人、坂本けこ美

自己破産の女
- 水川あさみ
- 高良健吾
- 渡部豪太
- 安藤聖、笠原紳司

夢の女
- 小雪
- 小柳友
- 柄本佑、井村空美、市川しんぺー、大澤史郎、青山玲子、粕谷吉洋、佐藤春樹　ほか

平日公休の女
- 優香
- 塚本高史
- 三浦誠己、吉田羊、原金太郎、泉里香、小野裕崇

つまらない女
- 長谷川京子
- ユースケ・サンタマリア
- 津田寛治
- ぼくもとさきこ、野間口徹、土屋美穂子

### スタッフ
- 原作：吉田修一
- 監督：行定勲
- 脚本：伊藤ちひろ
- 音楽：めいなCo.
- プロデューサー：柳崎芳夫、滝田和人、谷口達彦、鳥澤晋
- キャスティング：杉野剛
- 協力プロデューサー：楠本直樹
- 撮影：福本淳
- 照明：市川徳充（どしゃぶりの女）、館野秀樹（夢の女）、宮尾康史（平日公休の女）、池田順一（自己破産の女）、松本憲人（つまらない女）
- 録音：伊藤裕規
- 美術：相馬直樹
- 助監督：西山太郎
- アシスタントプロデューサー：小池唯史
- 音響効果：小川広美(東洋音響)
- 機材：小輝日文
- 技術協力：蓮
- 照明協力：三和プロライト
- VFX：NTTメディアラボ
- 編集：ルナパーク(今井剛)
- MA：アオイスタジオ
- 企画：Second Sight
- 制作プロダクション：PIPELINE
- 製作著作：BeeTV

### 主題歌
- 『The Meaning Of Us』 - 安室奈美恵[6]